# Liste namibischer Auslandsvertretungen

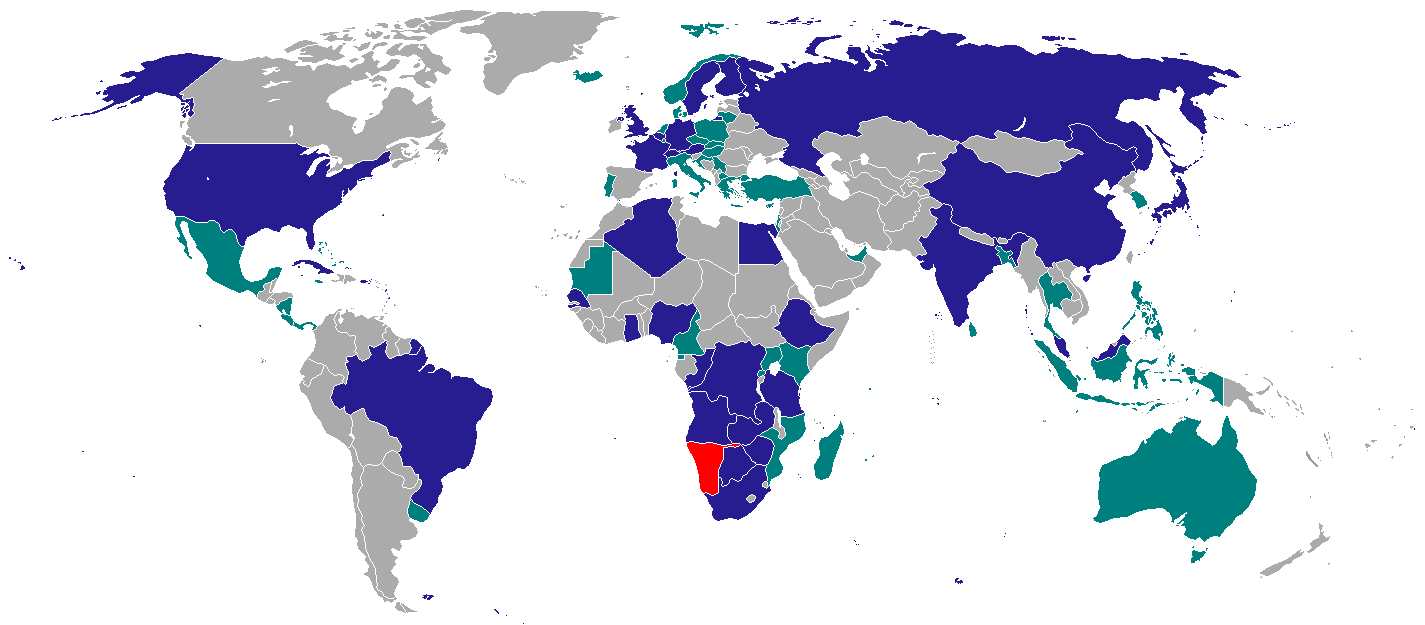
Namibia
Staaten, in denen Namibia eine Botschaft/Hochkommissariat unterhält
Staaten, in denen Namibia nur eine konsularische Vertretung unterhält
(nicht berücksichtigt sind Staaten, für die ein namibischer Vertreter akkreditiert ist, aber keinen Sitz dort hat)

Diese Seite listet die diplomatischen Auslandsvertretungen der Republik Namibia auf: Botschaften, Hochkommissariate, Konsulate und Ständige Vertretungen. Mit Stand Mai 2022 hat Namibia 31 Botschaften und Hochkommissariate sowie konsularische Vertretungen in 49 Staaten. Sie unterstehen dem Ministerium für Internationale Zusammenarbeit und Handel (MIRT).

## Afrika
| Afrika (A–Z)                 | Afrika (A–Z)                                               | Afrika (A–Z)     | Afrika (A–Z)                     | Afrika (A–Z)                                                     |
| Land                         | Stadt / Adresse                                            | Einrichtung      | Vertreter                        | Zuständigkeiten                                                  |
| ---------------------------- | ---------------------------------------------------------- | ---------------- | -------------------------------- | ---------------------------------------------------------------- |
| Ägypten                      | Kairo Villa No. 59 Road 13, Maadi                          | Botschaft        | Vilio Hifindaka                  | Eritrea, Jemen, Kuwait, Palästina, Saudi-Arabien, V.A. Emirate   |
| Algerien                     | Algier Lot 16A, Bir Droudja, Poirson, El Biar              | Botschaft        | Panduleni Shingenge              | Libanon, Libyen, Mauretanien, Niger, Sahara, Tunesien            |
| Angola                       | Luanda Rua da Liberdade 20, Vila Alice                     | Botschaft        | Patrick Nandago                  | Kap Verde, São Tomé und Príncipe                                 |
| Angola                       | Ondjiva Rua 28 de Agosto, Pionero Zeca                     | Generalkonsulat  | Eslon Vetjituavi Kanaki Tjejamba |                                                                  |
| Angola                       | Menongue 93 Rua Wapossoka Street                           | Generalkonsulat  | Mauritz Lucky Gawanab            | Cuando Cubango                                                   |
| Angola                       | Benguela, Cuando Cubango, Huíla                            | Honorarkonsulat  | Elias Piedoso Chimuco            |                                                                  |
| Äthiopien und AU             | Addis Abeba Bole Sub Cit Woreda, 3 House                   | Botschaft        | Emilia Mkusa                     | Dschibuti, Sudan, Südsudan                                       |
| Botswana und SADC            | Gaborone Plot 54774/6 Morare Close                         | Hochkommissariat | Asser Kapere                     |                                                                  |
| Ghana                        | Accra Nortei-Ababio Street 21                              | Hochkommissariat | Selma Ashipala-Musavyi           | Benin, Burkina Faso, Elfenbeinküste, Liberia, Sierra Leone, Togo |
| Kenia                        | Nairobi Piedmond Plaza, 671 Ngong Rd                       | Honorarkonsulat  | Maxwell Otieno Odongo            | Kisumu County, Nairobi County                                    |
| Demokratische Republik Kongo | Kinshasa 138 Boulevard du 30 Juin                          | Botschaft        | Simeon Uulenga                   | Zentralafrikanische Republik                                     |
| Demokratische Republik Kongo | Lubumbashi                                                 | Generalkonsulat  |                                  |                                                                  |
| Republik Kongo               | Brazzaville 6 Sixieme Impasse de la l’Avenue               | Botschaft        | Sipapela Cletius Sipapela        | Äquatorialguinea, Gabun                                          |
| Madagaskar                   | Antananarivo Lot Prés IIY 20, Andrefan Antanimora          | Honorarkonsulat  | Rivo Andriamanalina              |                                                                  |
| Mauretanien                  | Nouakchott Zone Universite ilot 213                        | Honorarkonsulat  | Mohamed Ould Sid Ahmed           |                                                                  |
| Mauritius                    | Port Louis Magilyn Ltee, Rivercourt                        | Honorarkonsulat  | Lynda Kok Shun                   |                                                                  |
| Mosambik                     | Maputo Olof Palme                                          | Honorarkonsulat  | Jorge Pedro Nhassengo            |                                                                  |
| Nigeria                      | Abuja No. 16 T. Y. Danjuma Street, Asokoro                 | Hochkommissariat | Humphrey Geiseb                  | Kamerun, Tschad                                                  |
| Nigeria                      | Lagos 13 Military Street, Onikan                           | Honorarkonsulat  | Justin Chuma Anosike             |                                                                  |
| Ruanda                       | Kigali 354 Copcom House                                    | Honorarkonsulat  | Mohammed Reza                    |                                                                  |
| Sambia                       | Lusaka 30B Mutende Road                                    | Hochkommissariat | Haindongo Siyave                 | Malawi                                                           |
| Senegal                      | Dakar 143 Ancienne Piste, Sotrac Mermoz                    | Hochkommissariat | Elvis Shiweda                    | Gambia, Guinea-Bissau, Guinea, Mali                              |
| Seychellen                   | Mahé Kaz Miro Glacis                                       | Honorarkonsulat  | Michael Bluemner                 |                                                                  |
| Simbabwe                     | Harare Lot 1 of 7A, Borrowdale Estates, 69 Borrowdale Road | Botschaft        | Nicklaas Kandjii                 | Mosambik                                                         |
| Südafrika                    | Pretoria 197 Blackwood Street, Arcadia                     | Hochkommissariat | Veiccoh Nghiwete                 | Eswatini, Lesotho, Madagaskar, Mauritius, Seychellen             |
| Südafrika                    | Kapstadt Atterbury House, 22 Riebeeck St                   | Generalkonsulat  | vakant                           |                                                                  |
| Tansania                     | Daressalam 3 Rifiji Street                                 | Hochkommissariat | Lebbeus Tobias                   | Burundi, Kenia, Komoren, Somalia, Ruanda, Uganda                 |
| Uganda                       | Kampala Townhouse Terrace, Matovu Rd                       | Honorarkonsulat  | Andrew Muwonge                   |                                                                  |

## Asien
| Asien (A–Z)        | Asien (A–Z)                                                                            | Asien (A–Z)      | Asien (A–Z)               | Asien (A–Z)                                                                                   |
| Land               | Stadt / Adresse                                                                        | Einrichtung      | Vertreter                 | Zuständigkeiten                                                                               |
| ------------------ | -------------------------------------------------------------------------------------- | ---------------- | ------------------------- | --------------------------------------------------------------------------------------------- |
| China, V. R.       | Peking 2-9-2 Ta Yuan                                                                   | Botschaft        | Elia Kaiyamo              | Nordkorea, Kambodscha, Mongolei, Vietnam                                                      |
| Hongkong und Macau | Hongkong Unit 02, 13th Floor, Kin Tak Fung, Commercial Building, 467-473 Hennessy Road | Honorarkonsulat  | Henry Chan                |                                                                                               |
| Indien             | Neu-Delhi B-9/6, Vasant Vihar                                                          | Hochkommissariat | Gabriel Sinimbo           | Afghanistan, Bangladesch, Bhutan, Myanmar, Nepal, Sri Lanka, Malediven                        |
| Indien             | Mumbai Bombay House, 24 Horni Mody Street                                              | Honorarkonsulat  | Syamal Gupta              |                                                                                               |
| Indonesien         | Depok Jalan Maribaya, Blok G2 No.4 Pruri Cinere                                        | Honorarkonsulat  | Yaya Winarno Junardy      |                                                                                               |
| Israel             | Tel Aviv Melach Ha’aretz Street, Atlit                                                 | Honorarkonsulat  | Gil Dankner               |                                                                                               |
| Japan              | Tokio 3-5-7 Amerex Building, Azabudai, Minato-Ku                                       | Botschaft        | Morven Luswenyo           | Südkorea                                                                                      |
| Malaysia           | Kuala Lumpur Suite 15-01, Level 15, Menara HLA, No. 3 Jalan Kia Peng                   | Hochkommissariat | Herman Diamonds           | Brunei, Osttimor, Fidschi, Indonesien, Papua-Neuguinea, Philippinen, Thailand, Pazifikstaaten |
| Philippinen        | Manila 106 Wilson Terrace Greenhills                                                   | Honorarkonsulat  | William Santos Co         |                                                                                               |
| Sri Lanka          | Colombo 284, Vauxhall Str                                                              | Honorarkonsulat  | John Rohan Upali de Silva |                                                                                               |
| Thailand           | Bangkok 1000/19-20 Libery Plaza Building, 12A Floor, Soi Sukhumvit 55                  | Honorarkonsulat  | Nalinee Taveesin          |                                                                                               |

## Europa
| Europa (A–Z)                  | Europa (A–Z)                                   | Europa (A–Z)     | Europa (A–Z)                    | Europa (A–Z) |
| Land                          | Stadt / Adresse                                | Einrichtung      | Vertreter                       | Zuständigkeiten |
| ----------------------------- | ---------------------------------------------- | ---------------- | ------------------------------- | --- |
| Belgien und Europäische Union | Brüssel Avenue de Tervueren 454                | Botschaft        | Mekondjo Kaapanda-Girnus        | Luxemburg, Niederlande, Europäische Union                                                                                                  |
| Belgien                       | Isnes les Dames La Boverie Rue du Chauffour, 4 | Honorarkonsulat  | Pierre Louis                    | |
| Dänemark                      |                                                | Honorarkonsulat  | Lisbeth Møller                  | |
| Deutschland                   | Berlin Reichsstr. 17                           | Botschaft        | Martin Andjaba                  | Heiliger Stuhl, Polen, Tschechien, Türkei                                                                                                  |
| Deutschland                   | Bremerhaven Schillerstr. 22                    | Honorarkonsulat  | Uwe Beckmeyer                   | Bremen |
| Deutschland                   | Erfurt Blosenburgstr. 4                        | Honorarkonsulat  | Bettina Haase                   | Thüringen |
| Deutschland                   | Hamburg Trostbrücke 1                          | Honorarkonsulat  | Matthias Wittenburg             | Hamburg |
| Deutschland                   | Hannover Rethener Kirchweg 10                  | Honorarkonsulat  | Burchard Fuehrer                | Niedersachsen |
| Deutschland                   | München Knöbel Str. 6                          | Honorarkonsulat  | Andreas Huber                   | Bayern |
| Deutschland                   | Laupheim Beblingerstr. 31                      | Honorarkonsulat  | Andreas Staudacher              | Baden-Württemberg |
| Deutschland                   | Herten Julie-Postel-Str. 78                    | Honorarkonsulat  | Udo Wolter                      | Nordrhein-Westfalen |
| Finnland                      | Helsinki Unioninkatu 18                        | Botschaft        | Charles Josob                   | Estland, Lettland, Litauen |
| Finnland                      | Helsinki Laajalahdentie 16 A7                  | Honorarkonsulat  | Risto Elomaa                    | |
| Finnland                      | Lempaala Soukonlahedentie                      | Honorarkonsulat  | Timo Palander                   | Pirkanmaa |
| Estland                       | Tallinn Tina tanäv 26-1                        | Honorarkonsulat  | Francesco Olcelli               | |
| Frankreich                    | Paris 42 Rue Boileau                           | Botschaft        | Albertus Aochamub               | Italien, Portugal, Spanien |
| Frankreich                    | Colmar 10 A Rue Victor Schoelcher              | Honorarkonsulat  | Jean Klinkert                   | Elsass |
| Griechenland                  | Athen Papaflessa 26, Neo Psychiko              | Honorarkonsulat  | Alexandros Iliadis              | |
| Island                        | Reykjavík Storiteigur 20-270 Mosffellsbae      | Honorarkonsulat  | Sveinn Oskar Sigurdsson         | |
| Italien                       | Mailand Via Privata Monte, Altissimo 1         | Honorarkonsulat  | Petter Johannesen               | Lombardei, Piemont |
| Kroatien                      | Zagreb Gracec 3                                | Honorarkonsulat  | Ante Kolovrat                   | |
| Litauen                       | Kaunas Juozapavičiaus pr.                      | Honorarkonsulat  | Vismantas Raskinis              | |
| Luxemburg                     | Heisdorf 51 Rue de la Forêt Verte              | Honorarkonsulat  | Jean-Claude Schmitz             | |
| Malta                         | Valletta 15 Republic St                        | Honorarkonsulat  | Eric Joseph Fennech Pace        | |
| Nordmazedonien                | Skopje Naroden Front St. 15-3/2                | Honorarkonsulat  | Darko Babamov                   | |
| Niederlande                   | Woerden Wettersicht”, Nes 6                    | Honorarkonsulat  | Cornélie Marina Van Waegeningh  | |
| Niederlande                   | Rotterdam Concordiaweg 43                      | Honorarkonsulat  | Jasper Adrianus Van Mill        | |
| Norwegen                      | Oslo Lille Husebey vei 6b                      | Honorarkonsulat  | Kjersti Lie Holtar              | |
| Norwegen                      | Rogaland Hommersakveien 250                    | Honorarkonsulat  | Terje Wester                    | |
| Österreich                    | Wien Zuckerkandlgasse 2                        | Botschaft        | Nada Kruger                     | Albanien, Bulgarien, Bosnien und Herzegowina, Kroatien, Nordmazedonien, Rumänien, Serbien, Slowakei, Slowenien, Tschechien, Ungarn, Zypern |
| Österreich                    | Linz Goethestrasse 54                          | Honorarkonsulat  | Franz Fiedler                   | Oberösterreich und Tirol |
| Österreich                    | Salzburg Wiener Philharmonikergasse 2          | Honorarkonsulat  | Ingrid Weinberger               | Salzburg-Land |
| Polen                         | Warschau Ul. Modlinska 335E                    | Honorarkonsulat  | Daniel Romanowski               | |
| Portugal                      | Lissabon Largo das Palmeiras, 10               | Honorarkonsulat  | Rogério Antȯnio Martins Tavares | |
| Portugal                      | Porto Avenida Marechal Gomes da Costa 806      | Honorarkonsulat  | Horténsio Simaria Da Silva      | Distrikt Porto |
| Russland                      | Moskau 2nd Kazachy Lane, 7                     | Botschaft        | Clemens Kashuupulwa             | Armenien, Aserbaidschan, Georgien, Kasachstan, Kirgisistan, Moldau, Tadschikistan, Turkmenistan, Ukraine, Usbekistan, Belarus              |
| Russland (Republik Tatarstan) | Kasan Kazan-139                                | Honorarkonsulat  | Alexander Borisovich Mezyaev    | |
| Schweden                      | Stockholm Luntmakargatan 86-88                 | Botschaft        | George Liswaniso                | Dänemark, Norwegen, Island |
| Schweiz und UNO               | Genf Allée David Morse 8                       | Botschaft        | Julia Imene-Chanduru            | Liechtenstein |
| Schweiz                       | Genf Chemin Bonnevaux 9                        | Honorarkonsulat  | Louis Maury                     | |
| Serbien                       | Belgrad Koce Tapetana 1                        | Honorarkonsulat  | Vasilije Boskovic               | |
| Slowakei                      | Bratislava Zaunajska Cesta 8                   | Honorarkonsulat  | Karol Biermann                  | |
| Tschechien                    | Prag Palackeho 715/15                          | Honorarkonsulat  | Marcel Petrasek                 | |
| Türkei                        | Istanbul Abdi cad. No. 5/5, Daire 6 Nisantasi  | Honorarkonsulat  | Hatem Yavuz                     | |
| Ungarn                        | Budapest Vércse utca 2/c                       | Honorarkonsulat  | Erik Molnar                     | |
| Vereinigtes Königreich        | London 6 Chandos Street                        | Hochkommissariat | Linda Scott                     | Griechenland, Malta, Irland, Souveräner Malteserorden                                                                                      |
| Vereinigtes Königreich        | Edinburgh 10 Greenhill Place                   | Honorarkonsulat  | Rachel Wood                     | Schottland |
| Vereinigtes Königreich        | Cardiff University Hospital of Wales           | Honorarkonsulat  | Judith Hall                     | Wales |
| Vereinigtes Königreich        | County Down 90 Bann Road, Castlewellan         | Honorarkonsulat  | Kevin O’Neill                   | Nordirland |
| Zypern                        | Nikosia 12 Kretes Str.                         | Honorarkonsulat  | Harris Tymvios                  | |

## Nord- und Mittelamerika
| Nord- und Mittelamerika (A–Z) | Nord- und Mittelamerika (A–Z)                            | Nord- und Mittelamerika (A–Z) | Nord- und Mittelamerika (A–Z) | Nord- und Mittelamerika (A–Z) |
| Land                          | Stadt / Adresse                                          | Einrichtung                   | Vertreter                     | Zuständigkeiten |
| ----------------------------- | -------------------------------------------------------- | ----------------------------- | ----------------------------- | --- |
| Bahamas                       | Nassau 1 Shirley Street                                  | Honorarkonsulat               | Edison Sumner                 | |
| Jamaika                       | Kingston 1 Downer Avenue                                 | Honorarkonsulat               | Errol York St Aubyn Morrison  | |
| Kanada                        | Waterloo 424-139 Father David Bauer Dr                   | Honorarkonsulat               | Walter McLean                 | |
| Kuba                          | Havanna Calle 36 No. 504 e/.5ta. y 5ta.-A, Miramar Playa | Botschaft                     | Samuel ǀGoagosebKlicklaut     | Antigua und Barbuda, Dominikanische Republik, Grenada, Haiti, Panama, St. Kitts und Nevis, St. Lucia, St. Vincent und die Grenadinen, Venezuela |
| Panama                        | Panama-Stadt Molon Tower, Aquilino de la Guardia St      | Honorarkonsulat               | Javier Espinosa Jimenez       | |
| Vereinigte Staaten            | Washington, D.C. 1605 New Hampshire Ave, N.W             | Botschaft                     | Margaret Mensah-Williams      | Bahamas, Belize, Costa Rica, El Salvador, Guatemala, Honduras, Kanada, Mexiko, Nicaragua                                                        |
| Vereinigte Staaten            | Columbus 915 South High Street                           | Honorarkonsulat               | Leo Patrick Ross              | Ohio |
| Vereinigte Staaten            | Detroit 18920 Birchcrest Drive                           | Honorarkonsulat               | Audley Smith Jr.              | Michigan |
| Vereinigte Staaten            | Houston, Ost-Texas 617 Caroline St                       | Honorarkonsulat               | Giti Zarinkelk                | Ost-Texas |
| Vereinigte Staaten            | San Antonio 106 S St Mary St                             | Honorarkonsulat               | Robert Braubach               | Süd-Texas |
| Vereinigte Staaten            | Las Vegas 6490 S. McCarran Blvd                          | Honorarkonsulat               | Victor Perry                  | Nevada |
| Vereinigte Staaten            | Los Angeles 324 South Beverly Dr                         | Honorarkonsulat               | Matt Rosenthal                | Kalifornien |
| Vereinigte Staaten            | Orlando 200 South Orange Ave.                            | Honorarkonsulat               | Stephen Wayne Snively         | Florida |
| Vereinigte Staaten            | Phoenix 7512 N Tatum                                     | Honorarkonsulat               | Trond Hegle                   | Arizona |
| Vereinigte Staaten            | Portland 3606 NE 15th Ave                                | Honorarkonsulat               | Lance Mayhew                  | Oregon |
| Vereinigte Staaten            | Philadelphia 2224 West Page St                           | Honorarkonsulat               | Michale Griffin               | Delaware |
| Vereinigte Staaten            | Albany 235 W. Roosevelt                                  | Honorarkonsulat               | Otto von Feigenblatt          | Georgia |
| Vereinigte Staaten            | Richmond                                                 | Honorarkonsulat               | Nin Aseeya Ra-El              | Virginia |

## Südamerika
| Südamerika (A–Z) | Südamerika (A–Z)                           | Südamerika (A–Z) | Südamerika (A–Z)                   | Südamerika (A–Z)                                                                   |
| Land             | Stadt / Adresse                            | Einrichtung      | Vertreter                          | Zuständigkeiten                                                                    |
| ---------------- | ------------------------------------------ | ---------------- | ---------------------------------- | ---------------------------------------------------------------------------------- |
| Brasilien        | Brasília SHIS QI 09 Conjunto 8 Casa 11     | Botschaft        | Mbapeua Muvangua                   | Argentinien, Bolivien, Chile, Ecuador, Kolumbien, Paraguay, Peru, Surinam, Uruguay |
| Brasilien        | Rio de Janeiro Rua do Carmo 6              | Honorarkonsulat  | Rolf Machado                       |                                                                                    |
| Brasilien        | Sao Paulo R. Isaac Kraslichik, Aqua Branca | Honorarkonsulat  | Sergio Ricardo Rosset              |                                                                                    |
| Uruguay          | Montevideo Edo. Blanco Acevedo 1720        | Honorarkonsulat  | Mechtild Antje Schleicher de Stahr |                                                                                    |

## Australien und Ozeanien
| Australien und Ozeanien (A–Z) | Australien und Ozeanien (A–Z) | Australien und Ozeanien (A–Z) | Australien und Ozeanien (A–Z) | Australien und Ozeanien (A–Z)                           |
| Land                          | Stadt / Adresse               | Einrichtung                   | Vertreter                     | Zuständigkeiten                                         |
| ----------------------------- | ----------------------------- | ----------------------------- | ----------------------------- | ------------------------------------------------------- |
| Australien                    | Sydney                        | Honorarkonsulat               | Antonio Gelonesi              | Australian Capital Territory, New South Wales, Victoria |